# Hapalotremus major
Hapalotremus major là một loài nhện trong họ Theraphosidae.
Loài này thuộc chi Hapalotremus. Hapalotremus major được Ralph Vary Chamberlin miêu tả năm 1916.